# براسال، کوئینزلند
براسال (به انگلیسی: Brassall) یک حومه شهر در استرالیا است که در کوئینزلند واقع شده‌است.